# Франсіско Хосе Крус Гонсалес
Франсіско Хосе Крус Гонсалес (1945) — мексиканський дипломат та науковець. Надзвичайний і Повноважний Посол Мексики в Польщі та в Україні за сумісництвом (2001-2005).

## Біографія
Народився у 1945 році. Закінчив Ібероамериканський університет в Мехіко, правознавство та історія. Володіє французькою та англійською, спілкується польською. 
У 1962 — 1963 рр. — молодший спеціаліст Адвокатської контори «Бремер, Кінтана, Вака, Роча, Обрегон і Мансера» в Мехіко
У 1966 — 1967 рр. — начальник відділу міжнародних договорів з цивільної авіації.
У 1968 — 1970 рр. — секретар Департаменту права
У 1970 р. — заступник начальника відділу іноземних інвестицій в уряді Мексики
У 1970 році розпочав дипломатичну кар'єру співробітником з питань інтелектуальної власності Представництва Мексики в ООН в Женеві;
У 1970 — 1981 рр. — викладач конституційного права, міжнародного публічного права та іноземних Інвестицій в університеті.
У 1973 — 1974 рр. — помічник міністра промисловості та торгівлі з юридичних питань
У 1979 р. — юридичний консультант підприємства «Астильерос унідос» в Мехіко.
У 1985 — 1992 рр. — начальник канцелярії в Посольстві Мексики в Аргентині
У 1992 — 1994 рр. — викладач конституційного права, міжнародного публічного права та іноземних Інвестицій в університеті.
У 1992 — 1994 рр. — помічник Міністра закордонних справ Мексики; начальник Управління міжнародного співробітництва.
У 1994 — 2001 рр. — Посол Мексики в Марокко, Малі, Сенегалі, Березі Слонової Кістки, Гані та Габоні. 
У 2001 — 2006 рр. — Надзвичайний і Повноважний Посол Мексики в Польщі.
З 2001 по 2005 рр. — Надзвичайний і Повноважний Посол Мексики в Україні за сумісництвом.
На даний час займається дослідженням з європейської інтеграції в докторантурі Університету Деусто, Іспанія. Читав лекції в університетах Мексики, Аргентини, Марокко, Польщі та України.

## Автор наукових праць
- "Іноземні інвестиції в Мексиці"
- "Дипломатичній відносини Мексики з Іспанією, Чилі, Ізраїлем, Ватиканом".

## Автор книг
- "Cuentos de amor reincidente, Polonia la del corazón mediterráneo"
- "El cuento de la diplomacia Opowiesci dyplomacji"